# PowerBook 150
PowerBook 150は、Apple Computerによって1994年7月13日に発表、1994年7月18日に発売されたラップトップパーソナルコンピュータである。

## 概要
PowerBook 150はPowerBook 100シリーズオリジナルのケースデザインを使用した最後の機種である。これは、発売時にシリーズの中で最も手頃な価格（1,450ドルから1,600ドルの間）であった。
先代のPowerBook145Bよりも8MHz速い。ADBポートを搭載しないことや、同時代の他社製品に比べて低品質のパッシブ・マトリクス・ディスプレイを採用するなど、価格を下げるために工夫されている。また、外部モニターに対応していない。PowerBook DuoやPowerBook 100と同様、150にはシリアル/プリンタポートが1つだけであるが、オプションのモデムスロットにサードパーティ製のアダプタを搭載して使用することができた。
筐体デザインはPowerBook 140がベースであるが、内部設計はPowerBook Duo 230をベースにしており、実際にはPowerBook 190（PowerBook 5300の筐体デザイン採用）の機能に近いものである。新しいロジックボードデザインにより、PowerBook 100シリーズで初めて14MB以上のRAMを使用できる。また、100シリーズでは初めてリチウムイオンバックアップバッテリを搭載し、バッテリ交換時にRAMの内容を保持することができる。そしてトラックボールを搭載した最後のPowerBookモデルである。150は145Bと同様にSCSIディスクモードでは使用できず、ターゲットモードディスクが実装されたDuo、190、5300とは異なる。

## 仕様
- CPU：MC68030 33MHz
- RAM：オンボード4MB、最大36MB搭載可能 [1]
- ROM：1MB
- ハードディスク：120MB IDE[4]
- フロッピーディスク：1.4MB
- サポートシステム：漢字Talk 7.1[4] – Mac OS 7.6.1
- ADB：無し
- シリアル：1ポート
- モデム：オプション（拡張ポート）
- 画面：解像度640x480、4階調グレースケール、FSTN(パッシブマトリックス)液晶[4]